# エヴァーモア (テイラー・スウィフトのアルバム)
『エヴァーモア』（英: evermore）は、アメリカ合衆国のシンガー・ソングライター、テイラー・スウィフトの9枚目のスタジオ・アルバム。 
前作『folklore』から5ヶ月後の2020年12月11日に発売された。前作と同様、リリースの数時間前にソーシャルメディアで発表されたサプライズアルバムとなっている。
スウィフトは本作の位置付けを『folklore』の「姉妹」であると語っている。

## 概要

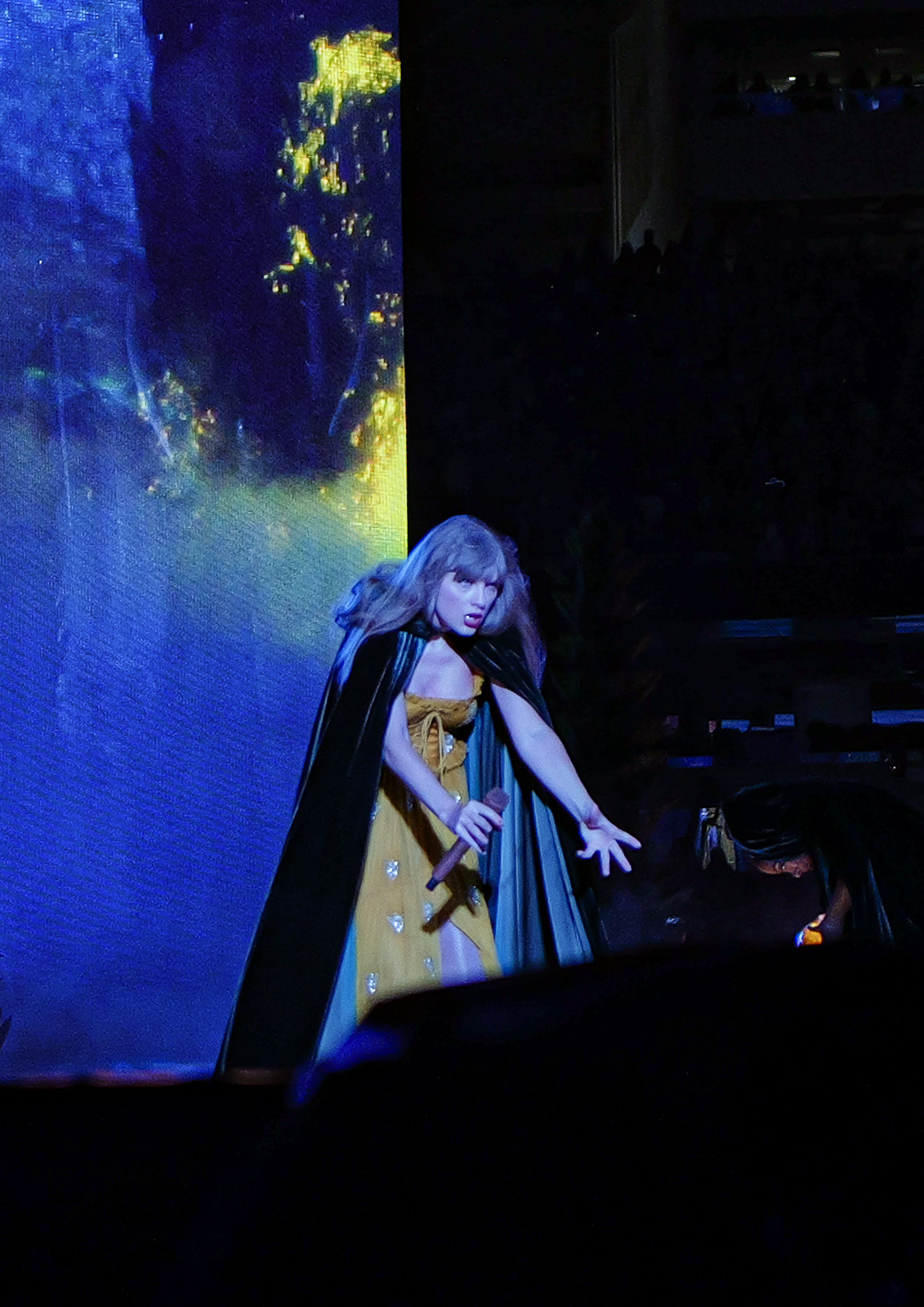
The Eras Tourのエヴァーモア・セグメントでのテイラー

初週に全世界で100万枚を売り上げ、これで『Fearless』以降のアルバムは全て初週ミリオン売上を達成した。
米国では32.9万ユニットを売り上げ、Billboard 200で首位を獲得。これにより女性ソロ歌手としてアメリカ史上初の8作連続となる首位獲得を記録した。
アルバムの収録曲全15曲が同じ週にチャートインし、リード曲「willow」は初登場で首位を獲得した（首位獲得は７作目）。アルバムとシングルの初登場で同時首位獲得は、前作『folklore』とそのリード曲「cardigan」に続き2回目となる。
前作『folklore』の完成後、プロデューサーのデスナーとの製作を継続するか検討していたという。製作について「簡潔に言うと、曲を書くのがやめられなかったのです。詩的に表現するならば、フォークロアの森の境に立った私達には、2つの選択肢が見えていました。ここで引き返すか、音楽の森をより深く探求するか。それで私達は、探検を続けることを選んだのです」と述べている。
本作のリリースは自身の誕生日にも関係している。12月13日に31歳になるスウィフトは、誕生日直前というタイミングで新作を発表することにも思い入れがあったと語っている。「13歳の頃から、31歳になるのが待ちきれなかったのです。私のラッキーナンバー（13）を反対にした年齢なので。それでこのタイミングで、みんなを驚かせたいと思いました。いつも私の誕生日には皆さんがとても気遣って、サポートして、思いやりを見せてくれたので、今回は私が何かを贈りたいと考えたのです。また今年のホリデーシーズンは、多くの方にとって孤独を感じるものになりますよね。もし皆さんの中に私のように、誰かを恋しがる気持ちをなんとかするために音楽に頼る人がいるのならば、このアルバムはあなたのためのものです」と語っている。
本作は、前作に続きボン・イヴェール、プロデューサーのデスナーが所属するザ・ナショナル、及びハイムがゲストに参加している。
アルバムの発売と同時に、リード曲「willow」のミュージックビデオがリリースされた。監督は前回「cardigan」と同じくスウィフト自身。「willow」のMVの始まりが、「cardigan」のMVの最終シーンから始まる構成となっている。

## シングル
1st「willow」2020年12月11日 /Billboard Hot 100 最高1位
2nd「no body, no crime」2021年1月11日
3rd「coney island」2021年1月18日

## 収録曲
トラックのオリジナルタイトルは全て小文字表記となっている。
| #         | タイトル                                       | 作詞・作曲                            | 原題                              | 時間  |
| --------- | ---------------------------------------------- | ------------------------------------- | --------------------------------- | ----- |
| 1.        | 「ウィロー」                                   | Taylor Swift Aaron Dessner            | willow                            | 3:34  |
| 2.        | 「シャンパン・プロブレムズ」                   | Swift William Bowery                  | champagne problems                | 4:04  |
| 3.        | 「ゴールド・ラッシュ」                         | Swift Jack Antonoff                   | Bgold rush                        | 3:05  |
| 4.        | 「ティズ・ザ・ダム・シーズン」                 | Swift A. Dessner                      | tis the damn season               | 3:49  |
| 5.        | 「トラレイト・イット」                         | Swift A. Dessner                      | tolerate it                       | 4:05  |
| 6.        | 「ノー・ボディ、ノー・クライム」(feat. ハイム) | Swift                                 | no body, no crime (feat. HAIM)    | 3:35  |
| 7.        | 「ハピネス」                                   | Swift A. Dessner                      | happiness                         | 5:15  |
| 8.        | 「ドロシア」                                   | Swift A. Dessner                      | dorothea                          | 3:45  |
| 9.        | 「コニー・アイランド」(feat. ザ・ナショナル)   | Swift Bowery A. Dessner Bryce Dessner | coney island (feat. The National) | 4:35  |
| 10.       | 「アイビー」                                   | Swift A. Dessner Antonoff             | ivy                               | 4:20  |
| 11.       | 「カウボーイ・ライク・ミー」                   | Swift A. Dessner                      | cowboy like me                    | 4:35  |
| 12.       | 「ロング・ストーリー・ショート」               | Swift A. Dessner                      | long story short                  | 3:35  |
| 13.       | 「マージョリー」                               | Swift A. Dessner                      | marjorie                          | 4:17  |
| 14.       | 「クロージャー」                               | Swift A. Dessner                      | closure                           | 3:00  |
| 15.       | 「エヴァーモア」(feat. ボン・イヴェール)       | Swift Bowery Justin Vernon            | evermore (feat. Bon Iver)         | 5:04  |
| 合計時間: | 合計時間:                                      | 合計時間:                             | 合計時間:                         | 60:38 |

| #         | タイトル                               | 作詞・作曲       | 原題                    | 時間  |
| --------- | -------------------------------------- | ---------------- | ----------------------- | ----- |
| 16.       | 「ライト・ホエア・ユー・レフト・ミー」 | Swift A. Dessner | right where you left me | 4:05  |
| 17.       | 「イッツ・タイム・トゥ・ゴー」         | Swift A. Dessner | it's time to go         | 4:15  |
| 合計時間: | 合計時間:                              | 合計時間:        | 合計時間:               | 68:58 |

| #         | タイトル                                                                   | 作詞・作曲       | 原題                                          | 時間  |
| --------- | -------------------------------------------------------------------------- | ---------------- | --------------------------------------------- | ----- |
| 18.       | 「ウィロー（ダンシング・ウィッチ・ヴァージョン）」(エルヴィラ・リミックス) | Swift A. Dessner | willow (dancing witch version) (Elvira remix) | 3:04  |
| 19.       | 「ウィロー（ロンリー・ウィッチ・ヴァージョン）」                           | Swift A. Dessner | willow (lonely witch version)                 | 3:34  |
| 合計時間: | 合計時間:                                                                  | 合計時間:        | 合計時間:                                     | 75:36 |